# Dacus trimacula
Dacus trimacula är en tvåvingeart som först beskrevs av Wang 1990.  Dacus trimacula ingår i släktet Dacus och familjen borrflugor. Inga underarter finns listade i Catalogue of Life.